# Просо противоядное
Просо противоядное, или Просо голубое (лат. Panicum antidotale) — однолетнее травянистое растение, вид рода Просо (Panicum) семейства Злаки, или Мятликовые (Poaceae).

## Распространение
Произрастает в тропических странах. Происходит из Азии, естественный ареал охватывает Аравию, Синай, через Иран, Пакистан и Афганистан доходя до Индии.  
Встречается в тропической Африке. Натурализовано во многих странах с подходящим климатом, тропическая Австралия, центральная и южная Америка. Культивируется в США — Техас, Оклахома, Калифорния. 

## Ботаническое описание
Многолетние травы с ползучим корневищем. Стебли высотой 90—180 см, деревенеющие, прямостоячие или восходящие, часто ветвистые, нижние междоузлия бывают опушены. Листовые пластинки линейные, длиной 6—30 см, шириной 4—14 мм, плоские, голые, остроконечные. Метёлка узкая пирамидальной формы, яйцевидная, длиной 13—32 см, бывает от сильно разветвлённой до умеренно ветвистых с плотными колосками на длинных веточках. Колоски эллиптические, длиной 2,4—3,5 мм, голые, острые.

## Значение и применение
Ценная кормовая культура, с высокой урожайностью и засухоустойчивостью, позволяет получать 20 т/га зелёной массы. 

## Таксономия
Panicum antidotale Retz., Observationes Botanicae 4: 17. 1786.

### Синонимы
- Milium effusum Lour., Fl. Cochinch.: 49. 1790, auct.
- Panicum miliare Lam., Tabl. Encycl. 1: 173. 1791. — просо мелкое, или просо южное, или просо просяное
- Panicum proliferum Lam., Encycl. 4: 747. 1798.
- Panicum elliottii Trin. ex Nees in Mart., Fl. Bras. Enum. Pl. 2: 170. 1829, pro syn.
- Panicum brevifolium Balb. ex Nees, Fl. Afr. Austral. Ill.: 40. 1841, pro syn.
- Panicum meneri J.Koenig ex Nees, Fl. Afr. Austral. Ill.: 40. 1841, pro syn.
- Panicum sparsum Rottler ex Steud., Syn. Pl. Glumac. 1: 70. 1853, nom. illeg.
- Panicum musciparum L. ex Munro, J. Proc. Linn. Soc., Bot. 6: 39. 1861, pro syn.
- Paspalum miliare (Lam.) K.Schum. & Hollrung, Fl. Kais. Wilh. Land: 21 (1889), nom. illeg.
- Chasea prolifera (Lam.) Nieuwl., Amer. Midl. Naturalist 2: 64. 1911.
- Panicum akoense Hayata, Icon. Pl. Formosan. 6(Suppl.): 97. 1917, pro syn.